# Anita Cornwell
Anita Cornwell (Greenwood, 23 de septiembre de 1923 - 27 de mayo de 2023) fue una autora feminista lesbiana estadounidense. En 1983, escribió la primera colección de ensayos de una lesbiana afroamericana, Black Lesbian in White America.

## Biografía
Nació el 23 de septiembre de 1923 en Greenwood, Carolina del Sur. Cornwell se mudó a Pensilvania a la edad de 16 años, viviendo primero en Yeadon con su tía, luego en Filadelfia con su madre, quien se mudó al norte cuando Cornwell tenía 18 años. Tiene un hermano, un hermano mayor. Se graduó en la Universidad del Temple con una licenciatura en periodismo y ciencias sociales en 1948. Trabajó como periodista para los periódicos locales The Philadelphia Tribune y The Philadelphia Evening Bulletin. También fue trabajadora administrativa para empresas privadas y agencias gubernamentales, como el Departamento de Asistencia Pública de Filadelfia.
Los primeros escritos de Cornwell, publicados en The Ladder y The Negro Digest en la década de 1950, estuvieron entre los primeros en identificar a la autora como una lesbiana negra. Otras publicaciones donde ha aparecido su trabajo incluyen Feminist Review, Labyrinth, National Leader, Los Angeles Free Press, Azalea: a Magazine for Third World Lesbians y BLACK/OUT (publicada en Filadelfia por el poeta Joe Beam).
Fue miembro de las Daughters de Bilitis y miembro fundadora del capítulo de Filadelfia de Radicalesbians, un grupo activista progresista para lesbianas.
El 1 de octubre de 1983 se publicó el primer libro de Cornwell, Black Lesbian in White America, que incluye sus ensayos y una entrevista con la activista Audre Lorde, y es considerado la primera colección de ensayos de una lesbiana negra. El prólogo del libro fue escrito por Becky Birtha, escritora lesbiana afroamericana radicada en Filadelfia, quien detalla el agudo análisis de Cornwell sobre la opresión racial, sexual y de género que enfrentan las lesbianas y cómo abordar su homofobia y sexismo interiorizados.
Cornwell entrevistó a varias escritoras negras destacadas, como Pat Parker, Barbara Smith y Audre Lorde. Sus escritos eran en su mayoría inéditos ya que recibió varias cartas de rechazo de editoriales, afirmando que su trabajo no coincidía con la supuesta imagen de las publicaciones. Los escritos de Cornwell exploraron los conceptos de interseccionalidad y misoginoir, mucho antes de que esos términos aparecieran en el léxico literario y social.
Cornwell frecuentaba el Centro de Mujeres de la Universidad de Pensilvania y, a menudo, leía sus obras en ese campus, en el Centro Comunitario LGBT William Way, Giovanni's Room y otros lugares locales en Filadelfia.
Fue honrada por el Festival Literario Anual Lambda, que se celebró en Filadelfia en 2000.
En sus últimos años, Cornwell sufrió demencia. Murió el 27 de mayo de 2023, a los 99 años.